# 坎塔加洛縣
坎塔加洛縣是非洲國家聖多美和普林西比的一個縣，位於聖多美島，首府聖安娜，位於該國東部，面積119平方公里，2001年人口估計約13,258。